# He Comes Up Smiling
He Comes Up Smiling is een Amerikaanse filmkomedie uit 1918 onder regie van Allan Dwan. In Nederland werd de film destijds uitgebracht onder de titel De weg naar het succes.

## Verhaal
Jerry Martin zegt zijn saaie baan als bankbediende op. Hij sluit zich aan bij een zwerversbende. Hij doet zich voor als Batchelor, de koning van de markt. Al gauw wordt hij achternagezeten door gevaarlijke mannen, die op zoek zijn naar de echte Batchelor.

## Rolverdeling
| Acteur            | Personage       |
| ----------------- | --------------- |
| Douglas Fairbanks | Jerry Martin    |
| Marjorie Daw      | Billie Bartlett |
| Herbert Standing  | Mike            |
| Frank Campeau     | John Bartlett   |
| Bull Montana      | Baron Bean      |
| Albert MacQuarrie | Batchelor       |
| Kathleen Kirkham  | Louise          |
| Jay Dwiggins      | Generaal        |
| William Elmer     |                 |
| Robert Cain       |                 |